# Титов, Николай Иванович
Николай Иванович Титов (1888 год, Москва, Российская империя — 12 сентября 1944 года, Москва, РСФСР, СССР) — генерал-майор Рабоче-Крестьянской Красной Армии, участник Гражданская война и Великой Отечественной войн.

## Биография

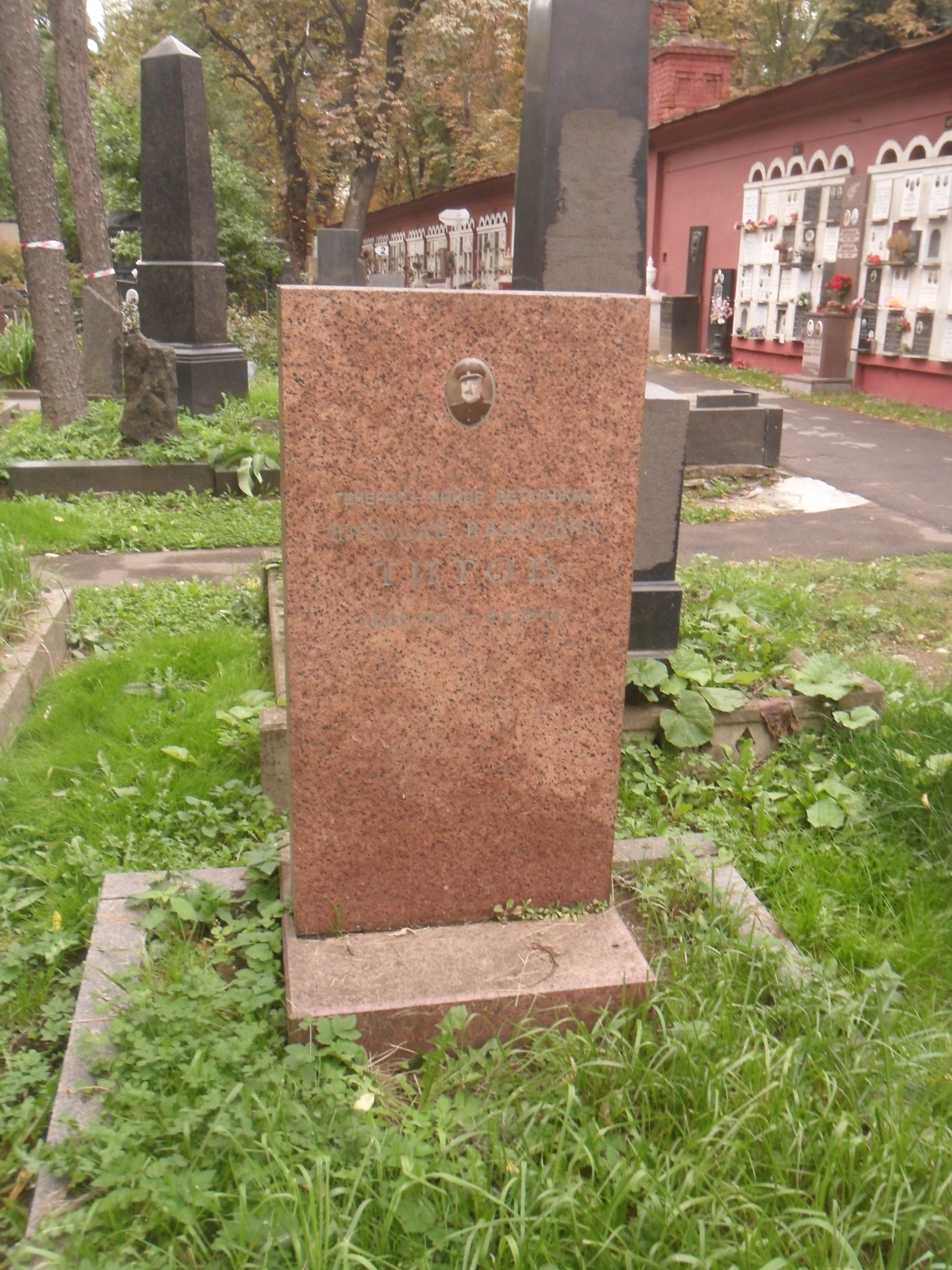
Могила Титова на Новодевичьем кладбище Москвы.

Николай Иванович Титов родился в 1888 году. Окончив военфельдшерскую школу, пошёл на службу в Рабоче-Крестьянскую Красную Армию.
В 1919 году вступил в партию большевиков. С июля по ноябрь 1922 года занимал должность военного комиссара Владикавказского городского ветеринарного лазарета. С ноября 1922 года по март 1924 года Николай Иванович служил военным комиссаром Военно-ветеринарного отдела Северо-Кавказского ВО. В течение 9 лет был на должности ветеринарного управления Сибирского ВО. Николай Иванович занимал должность начальника Ветеринарного управления Сибирского ВО с мая 1933 года по октябрь 1935 года. В феврале 1938 года занял должность начальника ветеринарной службы Украинского ВО, а в ноябре 1939 года получил должность начальника ветеринарной службы Московского ВО. 26 ноября 1940 года Николай Иванович занял должность заместителя начальника Ветеринарного управления Красной Армии.
12 сентября 1944 года Николай Иванович Титов умер от болезни.